# Keude Neulop
Keude Neulop is een bestuurslaag in het regentschap Nagan Raya van de provincie Atjeh, Indonesië. Keude Neulop telt 330 inwoners (volkstelling 2010).